# ألفونسو جاتو
ألفونسو جاتو (بالإيطالية: Alfonso Gatto)‏ هو روائي وكاتب مسرحي وناقد أدبي وكاتب وشاعر وممثل إيطالي، ولد في 17 يوليو 1909 في إيطاليا، وتوفي بنفس المكان في 8 مارس 1976. من الجوائز التي نالها جائزة فياريدجو ‏ وجائزة باغوتا ‏.

## جوائز
- جائزة فياريدجو [الإنجليزية]‏
- جائزة باغوتا [الإنجليزية]‏

## وصلات خارجية
- ألفونسو جاتو على موقع IMDb (الإنجليزية)
- ألفونسو جاتو على موقع ألو سيني (الفرنسية)
- ألفونسو جاتو على موقع ميوزك برينز (الإنجليزية)
- ألفونسو جاتو على موقع قاعدة بيانات الأفلام السويدية (السويدية)
- ألفونسو جاتو على موقع ديسكوغز (الإنجليزية)
- ألفونسو جاتو على موقع قاعدة بيانات الفيلم (الإنجليزية)
- ألفونسو جاتو على موقع كينوبويسك (الروسية)